# 7900 Портуле
7900 Портуле (7900 Portule) — астероїд головного поясу, відкритий 14 лютого 1996 року.
Тіссеранів параметр щодо Юпітера — 3,598.